# Hans-Wolfgang Bergerhausen
Hans-Wolfgang Bergerhausen (* 1956 in Dormagen) ist ein deutscher Historiker.
Hans-Wolfgang Bergerhausen studierte Geschichte an der Universität zu Köln und wurde bei Johannes Kunisch promoviert. Er habilitierte sich 1998/99 an der Universität Würzburg, ist außerplanmäßiger Professor am Institut für Geschichte in Würzburg und lebt im unterfränkischen Kleinrinderfeld. Seit seiner Promotion setzt er sich mit der Geschichte der Stadt Köln und der rheinischen Landesgeschichte auseinander und ist Autor zahlreicher Veröffentlichungen. So verfasste er den sechsten Band der Kölner Stadtgeschichte mit dem Titel Köln in einem eisernen Zeitalter 1610–1686.

## Publikationen (Auswahl)
- Die Stadt Köln und die Reichsversammlungen im konfessionellen Zeitalter. Ein Beitrag zur korporativen reichsständischen Politik 1555–1616 (= Veröffentlichungen des Kölnischen Geschichtsvereins. 37), Köln 1990.
- Friedensrecht und Toleranz. Zur Politik des preußischen Staates gegenüber der katholischen Kirche in Schlesien 1740–1806 (= Quellen und Forschungen zur Brandenburgischen und Preußischen Geschichte. 18), Berlin 1999.
- Köln in einem eisernen Zeitalter. 1610–1686 (= Geschichte der Stadt Köln. 6), Köln 2010.
- Quellen zur Geschichte des Bürgerspitals Würzburg 1500–1650 (= Fontes Herbipolenses. 8), Würzburg 2014.
- Protestantisches Leben in Würzburg während des 16. Jahrhunderts. Eine Annäherung (= Sonderveröffentlichungen des Stadtarchivs Würzburg. 10), Würzburg 2017.
- Paulus von Worms († 1579). Ein Würzburger Ratsherr, Bürgermeister und Spitalpfleger in seiner Zeit, Würzburg 2021.